# Schistochila macrodonta
Espèce
Statut de conservation UICN

 EN B1+2cd : En danger
Schistochila macrodonta est une espèce de plantes de la famille des Schistochilaceae.

## Publication originale
- Symbolae Sinicae 5: 29. 1930.